# Archytas misionensis
Archytas misionensis là một loài ruồi trong họ Tachinidae.